# Serious Fun
Serious Fun var ett TV-program från 2006 producerat av Xover TV som gick ut på att programledarna Henrik Falk och Erika Falk spelade det populära datorspelet The Sims. I spelet skulle de skapa en familj, och så fick man följa "simmarnas" liv i ett antal halvtimmeslånga episoder. Programmet sändes i Kanal Lokal.